# Tour de Vendée
Le Tour de Vendée est une course cycliste d'une longueur d'environ 200 km créée en 1972 par Maurice Martineau, se déroulant traditionnellement au début du mois d'octobre.
Cette épreuve de catégorie 1.3 à sa création a été reclassée par l'UCI en catégorie 1.1 dans l'UCI Europe Tour en 2005. Elle fait également partie de la Coupe de France de cyclisme sur route.
L'épreuve consiste en une boucle dans la campagne vendéenne autour de La Roche-sur-Yon puis en un circuit dans cette localité où se joue la victoire finale.
De 1972 à 1979, l'épreuve est réservée aux amateurs (Philippe Denié de l'équipe Stella Frigécrème remporte l'épreuve en 1974  en gagnant la 2e étape entre La Châtaigneraie et Challans, selon un article de Jo Legoux, dans le journal Ouest-France, et André Meslet en est vainqueur en 1975 au terme de 4 étapes, selon l'édition d'Ouest France du 5 mai 1975) ; elle est ouverte ensuite aux professionnels.
Une épreuve cadets précède la course des professionnels. Le parcours débute à Chantonnay et emprunte le circuit des professionnels pour rejoindre La Roche-sur-Yon. La distance de l'épreuve cadets est de 54 km dont 1 tour de 4 kilomètres.

## Palmarès
| Année | Vainqueur              | Deuxième              | Troisième             |                  |
| ----- | ---------------------- | --------------------- | --------------------- | ---------------- |
| 1980  | Jean-René Bernaudeau   | Roger Legeay          | Christian Seznec      |                  |
| 1981  | Bernard Bourreau       | Maurice Le Guilloux   | Marc Madiot           |                  |
| 1982  | Serge Beucherie        | Bernard Becaas        | Maurice Le Guilloux   |                  |
| 1983  | Pierre Bazzo           | Håkan Jensen          | Raymond Martin        |                  |
| 1984  | Claude Moreau          | Alain Bondue          | Sean Yates            |                  |
| 1985  | Michel Bibollet        | Dominique Gaigne      | Philippe Leleu        |                  |
| 1986  | Francis Castaing       | Søren Lilholt         | Éric Caritoux         |                  |
| 1987  | Jean-Claude Colotti    | Philippe Louviot      | Dirk De Wolf          |                  |
| 1988  | Alberto Leanizbarrutia | Pierangelo Bincoletto | Marnix Lameire        |                  |
| 1989  | Laurent Bezault        | Atle Kvålsvoll        | Johan Bruyneel        |                  |
| 1990  | François Lemarchand    | Philippe Casado       | Ronny Van Holen       |                  |
| 1991  | Fabrice Naessens       | Edwin Bafcop          | Thierry Marie         |                  |
| 1992  | Bruno Cornillet        | Pascal Lance          | Laurent Bezault       |                  |
| 1993  | Dimitri Zhdanov        | Bruno Thibout         | Bart Leysen           |                  |
| 1994  | Patrick Van Roosbroeck | Mario De Clercq       | Peter Spaenhoven      |                  |
| 1995  | Mario De Clercq        | Jo Planckaert         | Laurent Davion        |                  |
| 1996  | Laurent Desbiens       | Philippe Gaumont      | Jacky Durand          |                  |
| 1997  | Jaan Kirsipuu          | Gilles Maignan        | Steve De Wolf         |                  |
| 1998  | Marco Antonio Di Renzo | Laurent Desbiens      | Jaan Kirsipuu         |                  |
| 1999  | Jaan Kirsipuu          | Lars Michaelsen       | David Millar          |                  |
| 2000  | Jaan Kirsipuu          | Jay Sweet             | Ludovic Capelle       |                  |
| 2001  | Didier Rous            | Benoît Salmon         | Patrice Halgand       |                  |
| 2002  | Franck Bouyer          | Walter Bénéteau       | Geert Omloop          |                  |
| 2003  | Jaan Kirsipuu          | Carlos Da Cruz        | Jérôme Pineau         |                  |
| 2004  | Thor Hushovd           | Jaan Kirsipuu         | Sébastien Hinault     |                  |
| 2005  | Jonas Ljungblad        | László Bodrogi        | Stéphane Pétilleau    |                  |
| 2006  | Mikel Gaztañaga        | Jimmy Casper          | Sébastien Hinault     |                  |
| 2007  | Mikel Gaztañaga        | Mark Renshaw          | Mathieu Drujon        |                  |
| 2008  | Koldo Fernández        | Kristof Goddaert      | Anthony Geslin        |                  |
| 2009  | Pavel Brutt            | Matthieu Ladagnous    | Thomas Voeckler       |                  |
| 2010  | Koldo Fernández        | Davide Appollonio     | Jonathan Hivert       |                  |
| 2011  | Marco Marcato          | Pello Bilbao          | Maxime Bouet          |                  |
| 2012  | Wesley Kreder          | Sébastien Hinault     | Jonathan Hivert       |                  |
| 2013  | Nacer Bouhanni         | Samuel Dumoulin       | Steven Tronet         |                  |
| 2014  | Armindo Fonseca        | Olivier Le Gac        | Thomas Voeckler       |                  |
| 2015  | Christophe Laporte     | Yauheni Hutarovich    | Thomas Sprengers      |                  |
| 2016  | Nacer Bouhanni         | Samuel Dumoulin       | Bryan Coquard         |                  |
| 2017  | Christophe Laporte     | Justin Jules          | Fabian Lienhard       |                  |
| 2018  | Nico Denz              | Lennert Teugels       | Gian Friesecke        |                  |
| 2019  | Marc Sarreau           | Christophe Laporte    | Bryan Coquard         |                  |
| 2020  | annulé/abandonné       | annulé/abandonné      | annulé/abandonné      | annulé/abandonné |
| 2021  | Bram Welten            | Eduard Prades         | Sebastian Schönberger |                  |
| 2022  | Bryan Coquard          | Arnaud Démare         | Luca Mozzato          |                  |
| 2023  | Arnaud Démare          | Paul Penhoët          | Sandy Dujardin        |                  |
| 2024  | annulé/abandonné       | annulé/abandonné      | annulé/abandonné      | annulé/abandonné |
| 2025  |                        |                       |                       |                  |

## Statistiques

### Victoires par pays
- 22.  France
- 5.  Espagne
- 4.  Estonie
- 3.  Belgique
- 2.  Allemagne
- 2.  Italie
- 2.  Pays-Bas
- 2.  Russie
- 1.  Norvège
- 1.  Suède